# Michał Żuk
Michał Żuk (ur. 4 lipca 1985 w Sosnowcu) – polski siatkarz, grający na pozycji przyjmującego. Od sezonu 2019/2020 jest zawodnikiem BBTS-u Bielsko-Biała.
Michał Żuk rozpoczynał siatkarską karierę w MKS MOS Będzin, następnie występował w AZS-ie Norwid Częstochowa i SMS-ie Spała. W 2004 trafił do AZS-u Częstochowa. Nie grał często i był rezerwowym, choć trener Edward Skorek dawał mu szansę zaprezentowania swoich umiejętności w meczach ze słabszymi rywalami. W sezonie 2005/2006 przebywał na wypożyczeniu w Polskiej Energii Sosnowiec.
Latem 2006 powrócił do AZS-u i jego barwy reprezentował jeszcze przez rok. Na treningach wypadał bardzo dobrze, ale nie potrafił przebić się do podstawowego składu. W 2007 został graczem AZS-u PWSZ Nysa. Przez następne dwa sezony grał w jego barwach w rozgrywkach I ligi. W 2009 podpisał kontrakt z Treflem Gdańsk. Rok później związał się umową z beniaminkiem PlusLigi, Fartem Kielce. Nie wywalczył jednak miejsca w podstawowym składzie i 22 grudnia 2010 przeszedł do AZS-u Częstochowa. Od sezonu 2011/2012 zawodnik Cuprum Lubin. W 2013 roku ponownie bronił barw MKS Banimex Będzin przez 3 kolejne lata. W 2016 przeniósł się do I-ligowca Aluron Virtu Warta Zawiercie.
Michał Żuk występował także w juniorskich reprezentacjach Polski. W 2003 wraz z kadrą kadetów został wicemistrzem Europy.

## Sukcesy klubowe
Mistrzostwo Polski:
- 2005

Mistrzostwo I ligi:
- 2017
- 2010, 2012
- 2008, 2013